# Thlaspi viridisepalum
Thlaspi viridisepalum là một loài thực vật có hoa trong họ Cải. Loài này được (Podp.) Greuter & Burdet miêu tả khoa học đầu tiên năm 1983.